# O klukovi z plakátu
O klukovi s plakátu je československý animovaný televizní seriál. První série (7 epizod) byla černobílá a vznikla v roce 1969. Následovalo pokračování (6 epizod) v roce 1974. Poslední série o 13 epizodách byla natočena v roce 1982. Celkem bylo natočeno 26 dílů po 8 minutách. Celý seriál byl vysílán v rámci Večerníčku.
Autorkou námětu i samotného scénáře byla Květa Kuršová. Seriál nakreslil a režijně vedl Josef Kábrt, za kamerou se v průběhu tří sérií vystřídali Lubomír Rejthar, Boris Baromykin, Jiří Ševčík, Milan Racek, Zdeněk Pospíšil a Milan Rychecký. Hudbu k seriálu složil Jaroslav Celba. Pohádky namluvil František Filipovský

## Děj
Jednou šel malý Lukáš do školy a na zdi plné plakátů objevil kluka, který se mu podobal jako vejce vejci. Ten plakát totiž maloval jeho tatínek – malíř. Tak se Lukáš s Klukem s plakátu, také Lukášem, skamarádil a prožívají spolu nevídaná dobrodružství se starými i novými postavami s plakátovací plochy.

## Seznam dílů
1. Jak šel Lukáš za Lukáše do školy
2. Navštivte cizí kraje
3. Neviděli jste tu lva?
4. Ztratila se písmenka
5. Velká voda
6. I strašidlo zebou nohy
7. Jak kluka s plakátu přelepili
8. Výstava koček
9. Narozeniny
10. Velké malování
11. Střihová služba
12. Za dobré vysvědčení knihu
13. Táborák na rozloučenou
14. Navštivte zoologickou zahradu
15. Velká Pardubická
16. Stěhování dravé zvěře
17. Sborová recitace
18. Motokros
19. Jak kluk ke psu přišel
20. Výstava psů
21. Pěstujte vodní sporty
22. Bouračka
23. Letecký den
24. Navštivte krápníkové jeskyně
25. Nechte kočičky na pokoji!
26. Výstava dětské kresby